# Bolsjoj Kamen
Bolsjoj Kamen (russisk: Большо́й Ка́мень, tr. Bolsjoj Kamen; dansk: ~ Store sten) var før en lukket by, der ligger helt syd i Primorskij kraj i Rusland. Den ligger på østsiden af Ussuribugten. Indbyggertal: 38.394 (folketælling 2002), 65.621 (folketælling 1989), areal: 40 km². 
Middeltemperaturen i januar er −14 °C, og i juli +24 °C. Middelnedbør er 900 mm.

## Økonomi
Bolsjoj Kamen er hjemby for flere virksomheder, som er involveret i reparation og bygning af atomubåde. Størstedelen af befolkningen er ansat ved disse virksomheder. Byen har syv joint venture-selskaber, som alle specialiserer sig i skibe, shipping og havfisk.
43°7′N 132°22′Ø / 43.117°N 132.367°Ø